# عبد الجليل بن أحمد آل جميل
وهو الشيخ عبد الجليل بن أحمد عبد الرزاق آل جميل، فقيه ومحدث ومدرس وشغل منصب أمين الفتوى في بغداد، وكان عضواً في المجلس العلمي، ولد في بغداد عام 1287 هـ/ 1869م، ودرس على شيوخ بغداد وعلماؤها، ومنهم الشيخ علي الخوجة والشيخ عبد الوهاب النائب ونال الإجازة العلمية منهما، ثم درس على الشيخ عبد الرحمن القرة داغي والشيخ غلام رسول الهندي، ولقد برع في طلب العلم والتأليف والدراسة حتى فاق أقرانه، ولهُ مؤلفات قيمة وشغل منصب المدرس في جامع العادلية الكبير في عام 1311 هـ/1893م، ثم نقل إلى المدرسة الآصفية عام 1327هـ/1909م، ثم عين مفتيا في عام 1328 هـ/1910م بمنطقة الكاظمية، وعند دخول الإنجليز واحتلال بغداد عام 1917م، قاوم قوات الاحتلال وتكلم في جهاد الإنجليز فقبض عليه ونفي إلى الهند.
عين الشيخ عبد الجليل مدرساً بعد رجوعهِ من الهند في جامعة آل البيت في الأعظمية عام 1924م، وكان من المهتمين بالدعوة والإرشاد، وهو من المؤسسين لنادي الإرشاد، وأصدر مجلة اسمها الإرشاد، وفي أواخر حياته سكن محلة النصة في الأعظمية. ومن أولاده القاضي والحاكم عبد القادر آل جميل الذي شغل منصب رئيس ديوان مجلس الوزراء، والأديب حافظ جميل.
ومن أسرته الكثير من العلماء والفضلاء، وكان جدهِ عبد الغني آل جميل يشغل منصب أمين فتوى بغداد، ولعائلتهِ مجلساً للوعظ والأرشاد في مسجد آل جميل في محلة قنبر علي في بغداد، ومن عائلتهِ أخوه القاضي عبد المجيد آل جميل.
وكان الشيخ عبد الجليل وافر العلم كثير الدراسة ولقد تخرج على يديهِ الكثير من علماء بغداد.

## وفاته
توفى في يوم 13 محرم 1377 هـ/ 1957م، ودفن في مقبرة العائلة الكائنة قرب المقبرة الوردية في جانب الرصافة من بغداد. 